# Penelope Tree
Penelope Tree (née le 2 décembre 1949 à New York) est un célèbre mannequin britannique des années 1960.

## Famille
Penelope est l'unique enfant de Ronald Tree, rentier, journaliste et député britannique. Sa mère,  Marietta Peabody Tree (en), est une socialite américaine et activiste politique qui a posé dans les années 1940 pour des photos de mode. Elle est l'arrière-petite-fille de l'homme d'affaires américain Marshall Field et du pédagogue Endicott Peabody. Elle est la demi-sœur de l'entraîneur de chevaux Jeremy Tree et de l'écrivain Frances FitzGerald. Elle est aussi une nièce de l'ancien gouverneur du Massachusetts Endicott Peabody.

## Biographie
Sa famille est d'abord opposée à sa carrière dans le mannequinat, et lorsqu'elle est photographiée à l'âge de treize ans par Diane Arbus, son père menace la photographe de poursuites judiciaires si les photos sont publiées.
En 1966, lors du Black and White Ball (en), bal masqué organisé par l'écrivain Truman Capote au Plaza Hotel de New York, la robe et le maquillage portés par Penelope Tree font sensation. Les photographes Cecil Beaton et Richard Avedon décident de lancer sa carrière de mannequin. Elle a alors seize ans et son père cède.
En 1967, Penelope Tree emménage dans le quartier de Primrose Hill, à Londres, dans l'appartement du photographe David Bailey, lieu de rendez-vous branché des Swinging Sixties. Le photographe eut pour ses hôtes de l'époque cette réflexion : « Ils s'asseyaient à l'arrière de ma Rolls Royce, mangeaient ma nourriture, buvaient tout mon alcool, fumaient les joints que j'avais payé et me traitaient de cochon capitaliste! » . David Bailey devient son mentor.
Penelope Tree devient une des icônes du Swinging London à l'instar des Beatles. Au début des années 1970, les cicatrices laissées par une acné tardive mettent fin à sa carrière : « Je suis passée du stade où j'étais très recherchée à celui d'un alien tenu à l'écart parce que personne n'ose me parler de mon apparence. » En 1972, elle est arrêtée pour possession de cocaïne. En 1974, Bailey et Tree se séparent et elle part s'installer en Australie avec son premier mari Ricky Fataar.
Elle apparait dans la comédie britannique All You Need Is Cash en 1978.
Elle a été mariée au Sud-Africain Ricky Fataar (membre de The Flames, The Rutles, et des Beach Boys). Elle a deux enfants, Paloma Fataar (diplômée de Bard College et étudiante en musique et bouddhisme tibétain), et Michael MacFarlane, né de l'union avec l'Australien Stuart MacFarlane.
Penelope Tree est marraine de Lotus Outreach, une ONG qui travaille au Cambodge en partenariat avec des organisations locales pour permettre la scolarisation des filles des familles les plus pauvres,.
En 1983, le groupe indiepop anglais Felt a sorti une chanson intitulée Penelope Tree, avec une photo d'elle sur la couverture,.